# Maria Karolina von Österreich
Erzherzogin Maria Karolina von Österreich (* 13. August 1752 in Wien; † 8. September 1814 auf Schloss Hetzendorf bei Wien) war als Gattin des bourbonischen Ferdinands I. Königin von Neapel und Sizilien und bekannte Gegnerin von Napoleon.

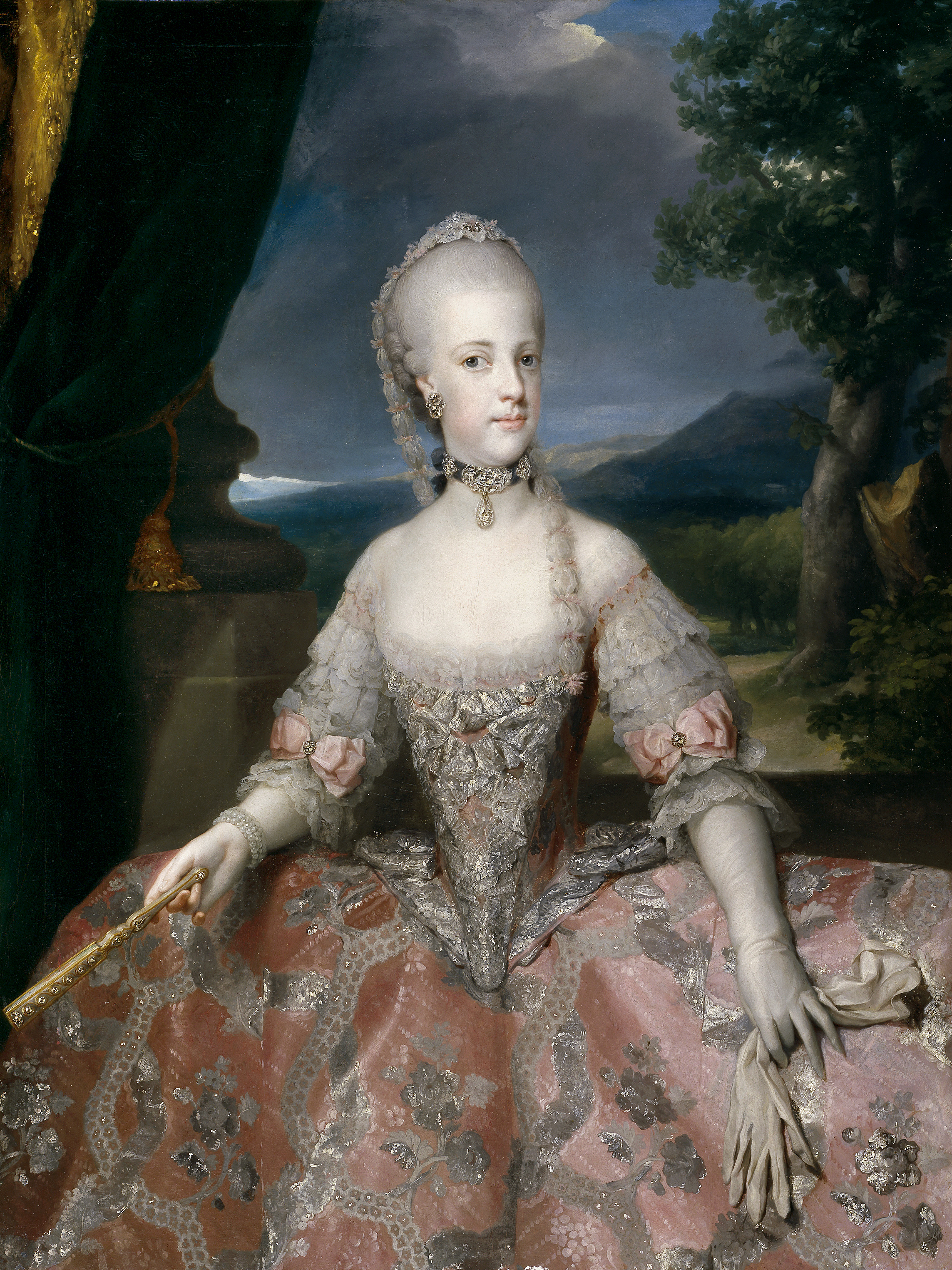
Erzherzogin Maria Karolina von Österreich, spätere Königin von Neapel-Sizilien

## Kindheit als Tochter Maria Theresias

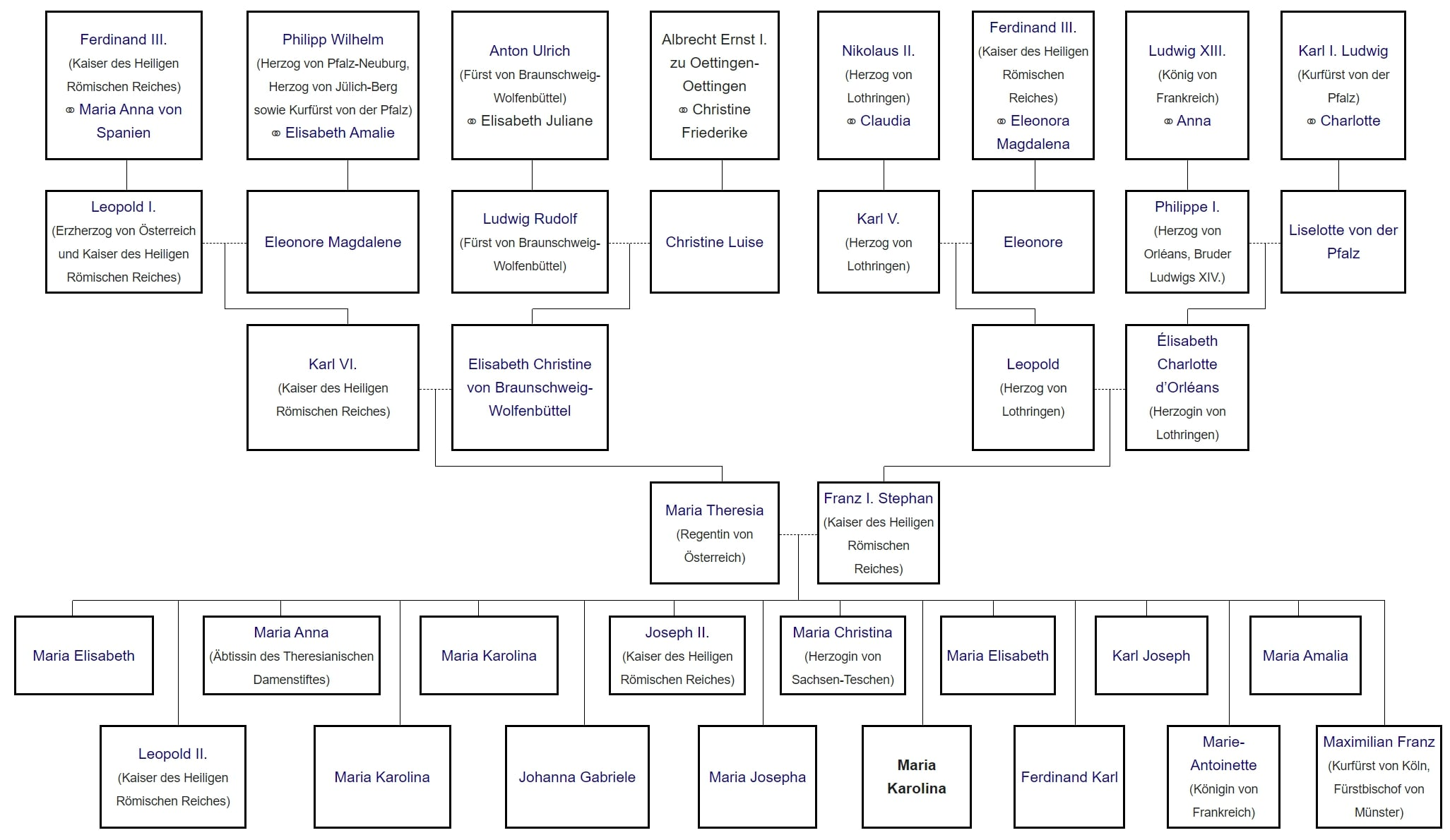
Stammbaum von Maria Karolina von Österreich

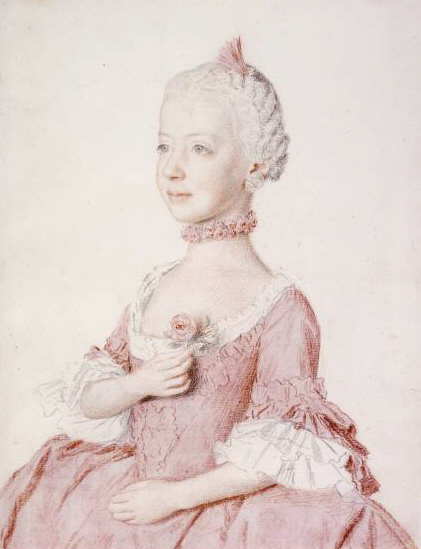
Maria Karolina als Kind

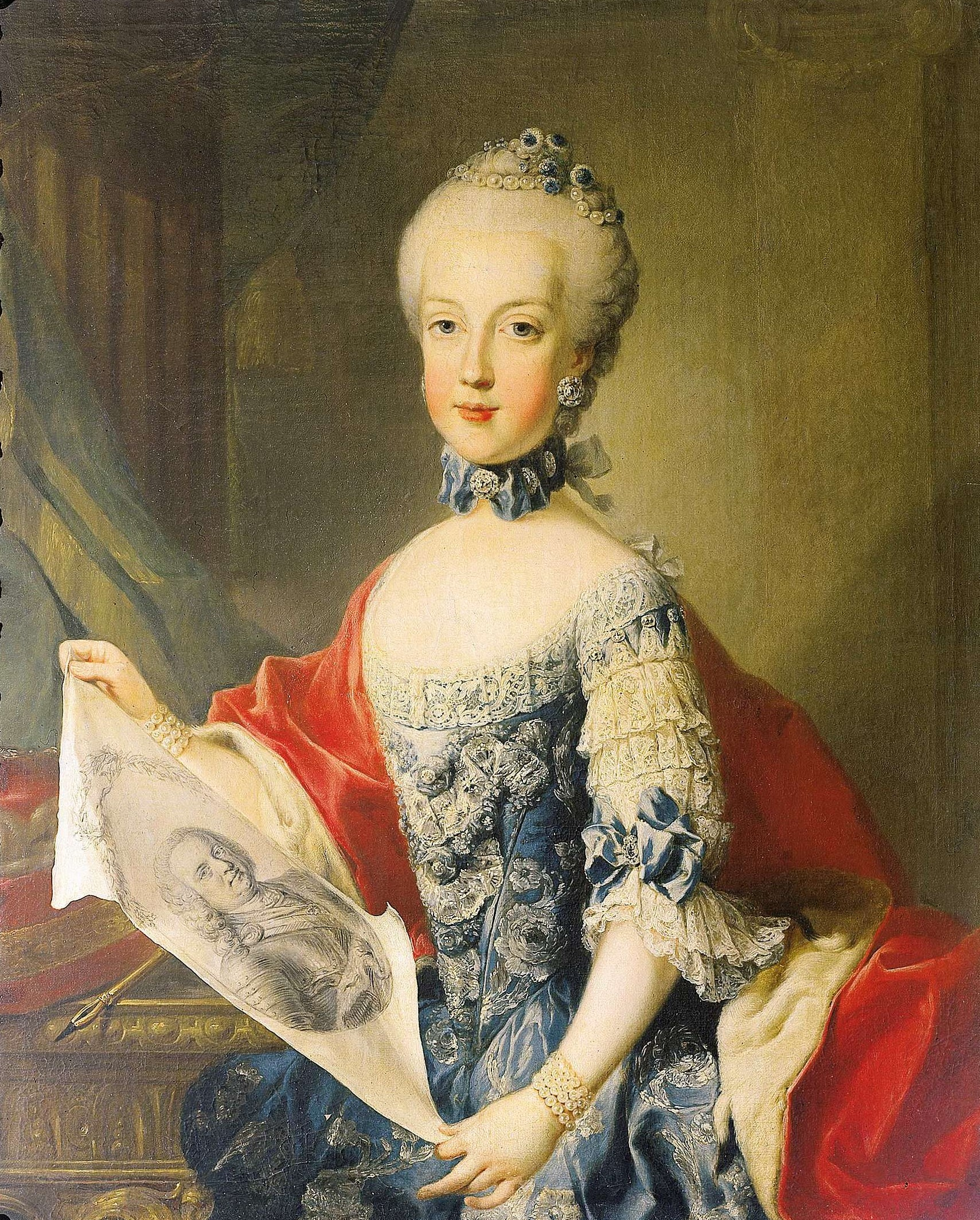
Maria Karolina von Österreich als Kind

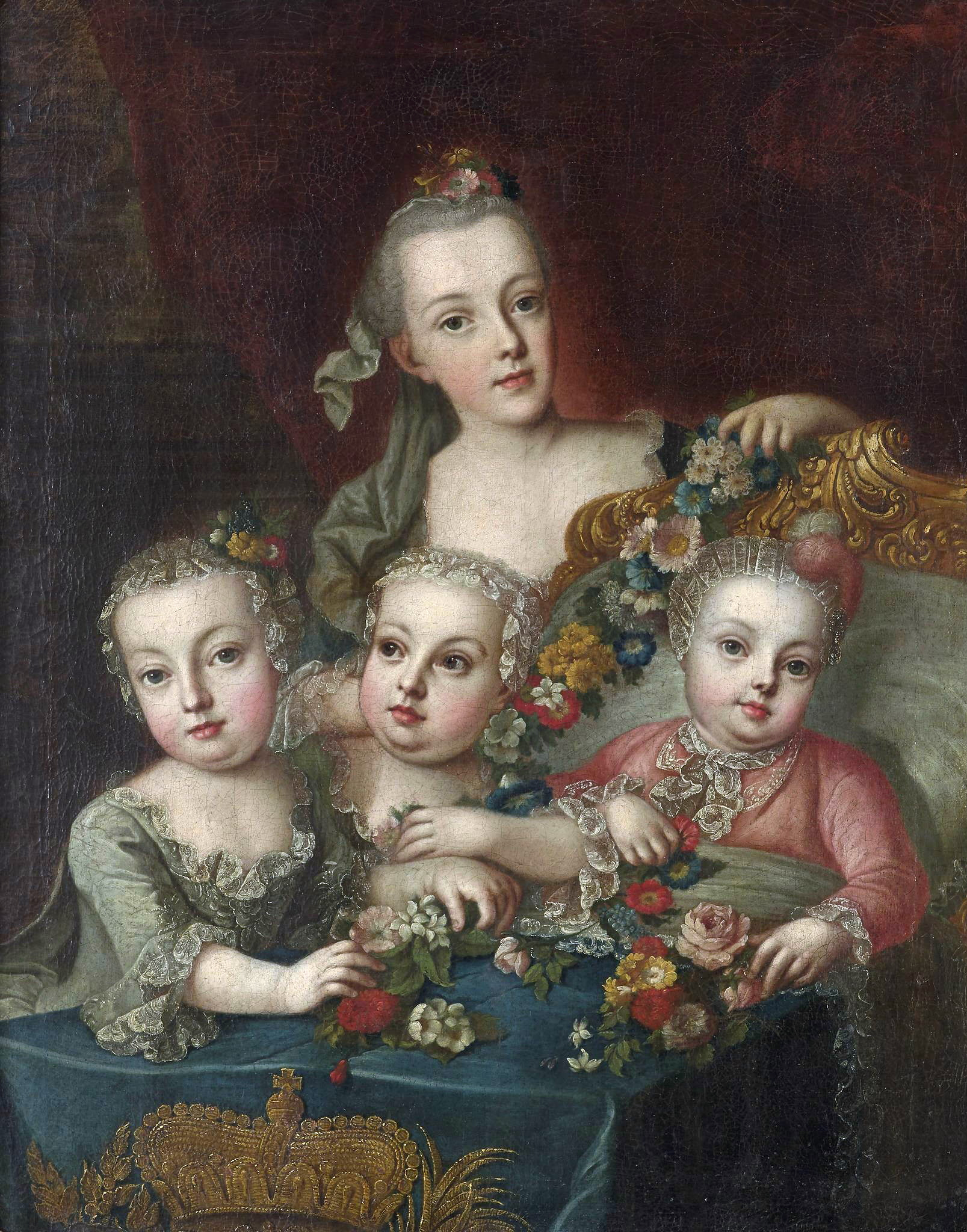
Maria Karolina mit ihren Geschwistern Maria Josepha, ehemalige Verlobte von Ferdinand I., Marie Antoinette, die zukünftige französische Königin, Maximilian Franz, Hochmeister des Deutschen Ordens

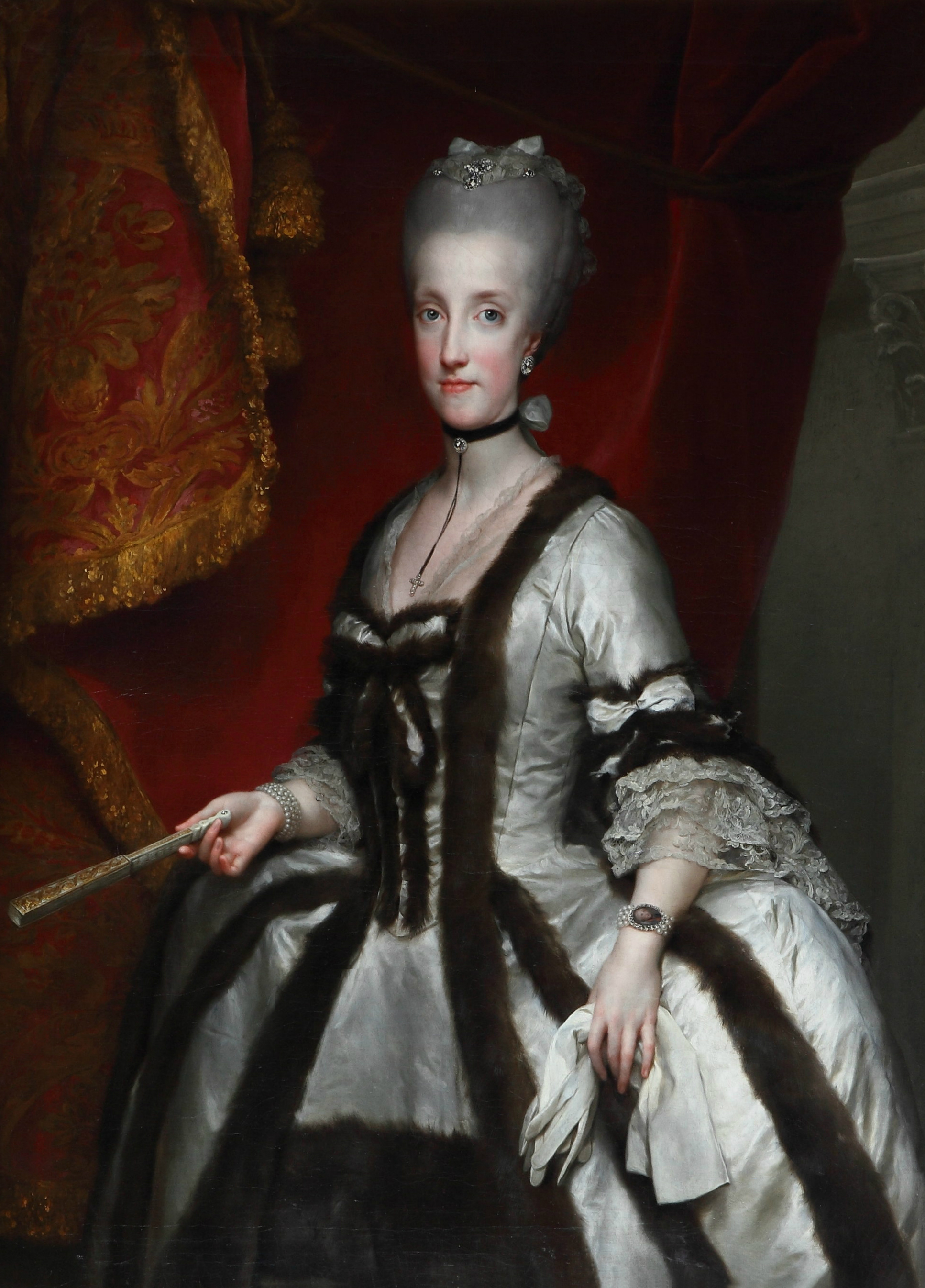
Maria Karolina von Anton Raphael Mengs 1772/1773

Königreiche Neapel und Sizilien am Ende des 18. Jahrhunderts

Maria Karolina (Caroline) Luise Josepha Johanna Antonia, Erzherzogin von Österreich und Prinzessin von Böhmen, Ungarn und der Toskana, wurde am 13. August 1752 als dreizehntes Kind und zehnte Tochter von Maria Theresia von Österreich und ihres Ehemanns Kaiser Franz I. Stephan in Wien geboren.
Maria Karolina von Österreich wuchs am Kaiserhof in Wien auf. Die Erziehung basierte, wie bei ihren Geschwistern, den Erzherzoginnen und Erzherzogen, von Jugend an auf einem strengen Schulungsprogramm, das Kaiserin Maria Theresia von Österreich speziell für ihre Kinder ausgearbeitet hatte. Der Stundenplan beinhaltete Tanzstunden, Theateraufführungen, Geschichte, Malen, Rechtschreibung, Staatslehre, ein wenig Mathematik und das Erlernen von Fremdsprachen. Die Mädchen wurden zudem in Handarbeiten und in der Konversationslehre unterwiesen.
Maria Karolina, die ihrer Mutter in vieler Hinsicht sehr ähnlich war, lehnte sich gegen ihre Erzieherin, Gräfin Judith von Brandis, auf und setzte bei ihrer Mutter durch, dass diese durch Gräfin Maria Walburga von Lerchenfeld ersetzt wurde, die bedeutend besser auf das temperamentvolle Mädchen einzugehen verstand und diese in jeder Hinsicht förderte. Ihre Mutter, die für jedes ihrer Kinder zahlreiche Verhaltensvorschriften verfasste, mahnte Maria Karolina:

„Ich kann diese Ungezogenheit von Dir nicht vergessen und werde Dir nie verzeihen. Deine Stimme und Deine Sprache sind ohnedies schon unangenehm genug. Du darfst deine Stimme niemals erheben. Du musst deinen Geist beschäftigen, denn das wird Dich davon abhalten unpassende Bemerkungen zu machen.“

Maria Theresia und ihr Minister Kaunitz verfolgten das Ziel, die politischen Beziehungen Österreichs zu anderen Staaten und die Stellung Österreichs in Europa auch durch verwandtschaftliche Bindungen zu verbessern. Deshalb entwickelte Maria Theresia schon früh Heiratspläne für ihre 13 überlebenden Kinder. Maria Karolina und ihre Geschwister mussten ihren eigenen Willen dem Staatswohl unterordnen und Personen heiraten, die ihre Mutter für sie ausgesucht hatte. Die männlichen Abkömmlinge fanden sich in den ihnen zugedachten Rollen erstaunlich gut zurecht. Die Töchter Marie Antoinette, Königin von Frankreich, Maria Amalia, Herzogin von Parma, und Maria Karolina verhielten sich jedoch an den fremden Fürstenhöfen oftmals nicht so, wie es von ihnen erwartet wurde.
Für eine Ehe mit König Ferdinand I. von Neapel-Sizilien und damit eine weitere familiäre Verbindung zu den damals in Frankreich, Spanien, Neapel-Sizilien und Parma regierenden Bourbonen, waren zunächst die Erzherzoginnen Johanna Gabriela von Österreich und ihre Schwester Erzherzogin Maria Josepha vorgesehen. Beide starben 1762 bzw. 1767 an den Pocken, sodass Erzherzogin Maria Karolina ihren Platz als Braut von Ferdinand einnahm.
In Neapel-Sizilien setzte man große Erwartungen in die neue Königin. So schrieb ein österreichischer Diplomat vor der geplanten Hochzeit Folgendes:

„Die neapolitanische Partei wünscht nichts sehnlicher, als dass Ihre Majestät, die zukünftige Königin, sich der Regierung, da es des Königs Majestät an dem Willen, als auch an der Fähigkeit fehlet, annehmen und mithin der gänzlichen Zugrunderichtung dieser in so elenden Umständen sich befindlichen Länder zuvorkommen möchte.“

## Leben am Neapolitanischen Hof
Das Herrschaftsgebiet Neapel-Sizilien setzte sich aus dem Königreich Neapel und dem Königreich Sizilien zusammen. Die beiden Königreiche wurden in Personalunion regiert. Ferdinand I. von Neapel-Sizilien war folglich König Ferdinand IV. von Bourbon-Neapel und zugleich Ferdinand III. von Bourbon-Sizilien. Erst am 8. Dezember 1816 vereinigte er die getrennten Königreiche zum Königreich beider Sizilien und nannte sich ab der Verschmelzung der Monarchien Ferdinand I., König beider Sizilien.
Die Trauung per procurationem zwischen Erzherzogin Maria Karolina von Österreich und König Ferdinand von Neapel-Sizilien fand am 7. April 1768 in der Augustinerkirche in Wien statt, wobei ihr Bruder Ferdinand die Stelle des Bräutigams einnahm. Kurz vor der Abreise nach Italien gab Maria Theresia ihrer Tochter folgenden Rat:

„Eine andere Mutter als ich würde Dich aneifern, nach Teilnahme an den Geschäften zu streben; ich aber kenne allzusehr ihre Last und die damit verbundene Gefahr, um Dich dahinein zu ziehen zu wollen. Selbst wenn der König Dich an seiner Regierung teilnehmen lassen, Dich in die Geschäfte einweihen und Dich zu Rate ziehen will, darfst Du es niemals nach außen hin zeigen. Ihm lasse vor der ganzen Welt die Ehre und begnüge Dich mit seinem Vertrauen.“

Nach Aufenthalten in Trient, Rovereto, Venedig, Modena, Bologna, Florenz und Rom erreichte die junge Königin am 11. Mai 1768 das Herrschaftsgebiet ihres Mannes und musste sich von ihrem österreichischen Hofstaat trennen. Am 12. Mai 1768 fand schließlich die Hochzeit des Paares im Palast von Caserta statt.
Während der Flitterwochen traten erste ernsthafte Differenzen zwischen den Eheleuten auf, die sich im Laufe der Jahre noch vertiefen sollten. Im Gegensatz zu seiner Frau, die gewissenhaft auf ihre Rolle als zukünftige Königin und Mutter zahlreicher Kinder vorbereitet worden war, war Ferdinand nie in den Genuss einer umfassenden Bildung gekommen und fand Gefallen an der Jagd, Streichen und maßlosem Essen. Die zunächst unglückliche Verbindung hatte zur Folge, dass die Ehe vier Jahre lang kinderlos blieb und erst im Jahre 1772 das erste Kind geboren wurde. Maria Karolina und Ferdinand verband zwar niemals ein Liebesverhältnis, doch lernten sie mit der Zeit ihr gemeinsames Schicksal zu akzeptieren und eine Vertrauensbeziehung zueinander aufzubauen, die für beide Partner vorteilhaft war. Maria Karolina brachte schließlich zwischen 1772 und 1793 18 Kinder zur Welt.

## Maria Karolina als Politikerin

### Einfluss auf die Regierung von Neapel-Sizilien
Obwohl Maria Karolina sich nur schwer an das Eheleben und die Situation am neapolitanischen Hof gewöhnte, begann sie schon bald zu fragen, weshalb das Land so zurückgeblieben war. Das Volk von Neapel-Sizilien litt unter Armut und der Dominanz von Adel und Klerus. König Ferdinand von Neapel-Sizilien war zu schwach, um sich vom politischen Einfluss seines Vaters, König Karl III. von Spanien, zu befreien und eigenständig die Regentschaft über Neapel-Sizilien zu übernehmen. So wurde das Land mehr und mehr zugunsten Spaniens ausgebeutet.
Maria Karolina versuchte die Eigenständigkeit von Neapel-Sizilien zu fördern und seine Abhängigkeit von Spanien zu mindern, indem sie immer mehr Einfluss auf Ferdinand und seine Regierung nahm. Nach der Geburt ihres Sohnes Francesco I. Gennaro, des zukünftigen Königs, wurde der Einfluss von Maria Karolina auf ihren Gemahl so stark, dass sie 1776 den Ersten Minister Bernardo Tanucci aus dem Amt zu drängen vermochte. Seinen Platz im Kronrat nahm die Königin ein. In ihrer politischen Tätigkeit zeigte Maria Karolina zwei Eigenschaften, die sie von ihrer Mutter Maria Theresia geerbt hatte: hohe Intelligenz und Ehrgeiz. Sie förderte den Marineminister John Acton, der dank ihrer Fürsprache 1784 zum Ersten Minister bestellt wurde. Maria Karolina führte die von Tanucci begonnene Reformpolitik fort, schränkte die Vorrechte von Adel und Klerus ein (ohne diese ganz abzuschaffen), bemühte sich um eine gerechtere Verteilung der Steuerlasten und versuchte, die Armut auf dem Lande zu lindern. Mit diesen Maßnahmen – und allein durch die bloße „Unerhörtheit“ ihrer Einflussnahme in die Politik – machte sie sich nicht nur Freunde, sondern erweckte das Misstrauen von Spanien, Frankreich und später auch von England. Napoleon nannte sie einmal „die gefährlichste Frau Europas“.

### Kampf gegen die Französische Revolution und Napoleon

#### Auswirkungen der Französischen Revolution
Als die Französische Revolution ausbrach, befürchtete Maria Karolina aufgrund der großen Armut des Volkes eine Revolution im eigenen Land. Die Sympathien, die sie zu Beginn der Revolution für die Jakobiner gehegt hatte, verwandelten sich nach der Ermordung ihrer Schwester Marie Antoinette und ihres Schwagers Ludwig XVI. von Frankreich im Jahre 1793 in Hass und Abneigung gegen das neue Regime in Frankreich. Aus diesem Grund trat sie im Jahre 1793 der ersten Koalition gegen Frankreich bei, der auch England, Österreich, Preußen, die Niederlande, das Königreich Sardinien und Portugal angehörten. In einem Brief an ihren Neffen (und damals auch Schwiegersohn), Kaiser Franz I. von Österreich schrieb sie, sie werde niemals das Schicksal Marie Antoinettes erleiden:

„Dann wäre ich im äußersten Fall entschlossen, meine sieben Kinder ins Meer zu werfen und ihnen nachzustürzen. Ich will keinenfalls die Beute dieser Halunken werden, noch irgend jemand um Mitleid anbetteln.“

Die französische Revolution löste im Königreich Neapel-Sizilien zwar keinen Volksaufstand aus, doch förderte sie die Bildung von republikanischen Gemeinschaften und heizte die antiroyalistische Stimmung im Bürgertum an, während die konservative bäuerliche Bevölkerung zumeist königstreu blieb. Die Lage in Europa schien sich zu entspannen, als die treibende Kraft der Revolution, Robespierre, im Juli 1794 gestürzt und hingerichtet wurde. Nach den ersten Schrecken der Französischen Revolution wurde Maria Karolina mit einer neuen Gefahr konfrontiert, die von General Napoleon ausging. Bonaparte hatte im Jahre 1795 als Belohnung für die Niederschlagung eines royalistischen Aufstandes in Paris den Oberbefehl über die französischen Truppen in Italien erhalten. Nach der Annexion von Nizza und Savoyen und der Vertreibung der Königsfamilien aus der Lombardei und der Toskana, näherten sich seine Truppen der Südspitze Italiens. Maria Karolina war sich der Folgen bewusst, die ein Krieg zwischen der schlecht organisierten neapolitanischen Armee und der gut ausgerüsteten französischen Streitmacht nach sich ziehen würde und willigte schließlich in einen Sonderfrieden mit Frankreich am 10. Oktober 1797 ein.

#### Erste Flucht und Bildung der Parthenopäischen Republik
Napoleon richtete sein Auge auf Neapel-Sizilien, da er das Herrschaftsgebiet im Mittelmeer als eine vorteilhafte strategische Position ansah. Im Jahre 1798 entschied sich das Königspaar von Neapel-Sizilien vorsorglich, der zweiten Koalition gegen Frankreich beizutreten. Im November des gleichen Jahres drang eine neapolitanische Armee bis nach Rom vor; sie wurde von den Franzosen vernichtend geschlagen. Inzwischen war Napoleons Flotte vor der ägyptischen Küste in der Seeschlacht bei Abukir (1. August 1798) durch den englischen Admiral Horatio Nelson entscheidend besiegt worden. Zu Lande siegten hingegen die Franzosen. General Jean-Étienne Championnet besetzte im Januar 1799 Neapel. Die königliche Familie war schon Ende Dezember 1798 nach Sizilien geflohen. Im sizilianischen Exil verfolgte Maria Karolina die politischen Entwicklungen in Neapel.
Am 24. Januar 1799 wurde in Neapel die Parthenopäische Republik durch die französischen Truppen unter Führung von General Championnet ausgerufen. Parthenope war ein alter Name für Neapel und sollte die wiedergewonnene Freiheit des neapolitanischen Volkes ausdrücken. Während der republikanischen Periode wurde eine Regierung installiert, Ercole D'Agnese zum Präsidenten gewählt, die Pressefreiheit ausgerufen und zukünftige Reformen vorbereitet. Die junge Republik wurde zunehmend von der königlichen, großteils aus bäuerlichen Freiwilligen rekrutierten Armee bedrängt, der „Armata cristiana e reale“ (Christliche und königliche Armee), auch genannt „Esercito cristiano della Santa Fede“ (Christliches Heer des Heiligen Glaubens), den Sanfedisti, unter der Führung von Kardinal Fabrizio Ruffo. Nach knapp fünf Monaten endete die Parthenopäische Republik am 13. Juni 1799 nach dem Einmarsch der königlichen Armee in Neapel. Der Zusammenbruch der Republik war auch der englischen Flotte zu verdanken, die die königliche Armee mit Waffen versorgt hatte. Wiederum hatte Admiral Nelson dazu beigetragen, Neapel-Sizilien von den Franzosen zu befreien und dem Königspaar den Thron zu sichern. Admiral Nelson wurde in den folgenden Jahren ein wichtiger Ratgeber des königlichen Paares und Maria Karolina fand in Emma Hamilton, der Geliebten Nelsons, eine enge Freundin.
Im Juni 1800 reiste Maria Karolina mit ihren drei unverheirateten Töchtern, ihrem jüngeren Sohn Leopold und in Begleitung Nelsons sowie des abberufenen Diplomatenehepaares Emma und William Hamilton über Livorno, Florenz, Triest und Laibach nach Wien, wo sie zwei Monate später ankam. Im Rahmen von Heiratsverhandlungen blieb Maria Karolina zwei Jahre lang in Wien und versuchte ihre zahlreichen Kinder vorteilhaft zu verheiraten. Im Familienkreis verbrachte sie die meiste Zeit mit ihrer Lieblingsenkelin, Marie Louise von Österreich, der späteren Ehefrau ihres Erzfeindes Napoleon.

#### Zweite Flucht und Leben im Exil
Nach dem Aufenthalt in Wien kehrte sie am 17. August 1802 wieder nach Neapel zurück. Die europäischen Staaten verfolgten die Machtzuwächse von Napoleon, die mit der Bestimmung Napoleons zum französischen Kaiser am 18. Mai 1804 ihren Höhepunkt erreichten, mit Sorge. Im Jahre 1805 wandte sich Napoleon wieder Italien zu; er krönte sich mit einer Krone mit der Inschrift Rex totius Italiae (König ganz Italiens). Im dritten Koalitionskrieg eroberte er Neapel und setzte zuerst seinen Bruder Joseph Bonaparte und vier Jahre später seinen Schwager Joachim Murat auf den Thron von Neapel. Die königliche Familie war gezwungen, im Februar 1806 nach Sizilien zu flüchten. Auf Druck der britischen Regierung dankte Ferdinand I. von Neapel-Sizilien 1812 zugunsten seines Sohnes Francesco I. Gennaro ab. Die Königin wurde aufgefordert, Sizilien zu verlassen und zu ihrer Familie nach Wien zurückzukehren.
Noch auf der Reise erreichte sie die Mitteilung über die Niederlage Napoleons in der Völkerschlacht bei Leipzig am 19. Oktober 1813. Nach einer längeren Reise über Konstantinopel, Odessa, Lemberg und Budapest erreichte Maria Karolina schließlich im Januar 1814 Wien, wo sie sich bei Fürst Metternich und ihrem Neffen Franz I. von Österreich für die Wiedererlangung des neapolitanischen Throns einsetzte.

#### Tod
Maria Karolina starb am 8. September 1814 auf Schloss Hetzendorf an den Folgen eines Schlaganfalls. Die endgültige Verbannung Napoleons auf die Insel Sankt Helena und die Rückgabe des Thrones an ihren Gatten im Rahmen des Wiener Kongresses erlebte sie daher nicht mehr. Ihre Kammerfrau fand die Königin inmitten eines Meeres von Briefen tot auf dem Boden liegend. Sie liegt in der Kapuzinergruft begraben. Ihr Herz befindet sich in der Herzgruft der Habsburger, ihre Eingeweide wurden in der Herzogsgruft bestattet. Maria Karolina gehört damit zu jenen 41 Personen, die eine „Getrennte Bestattung“ mit Aufteilung des Körpers auf alle drei traditionellen Wiener Begräbnisstätten der Habsburger (Kaisergruft, Herzgruft, Herzogsgruft) erhielten.

## Nachkommen

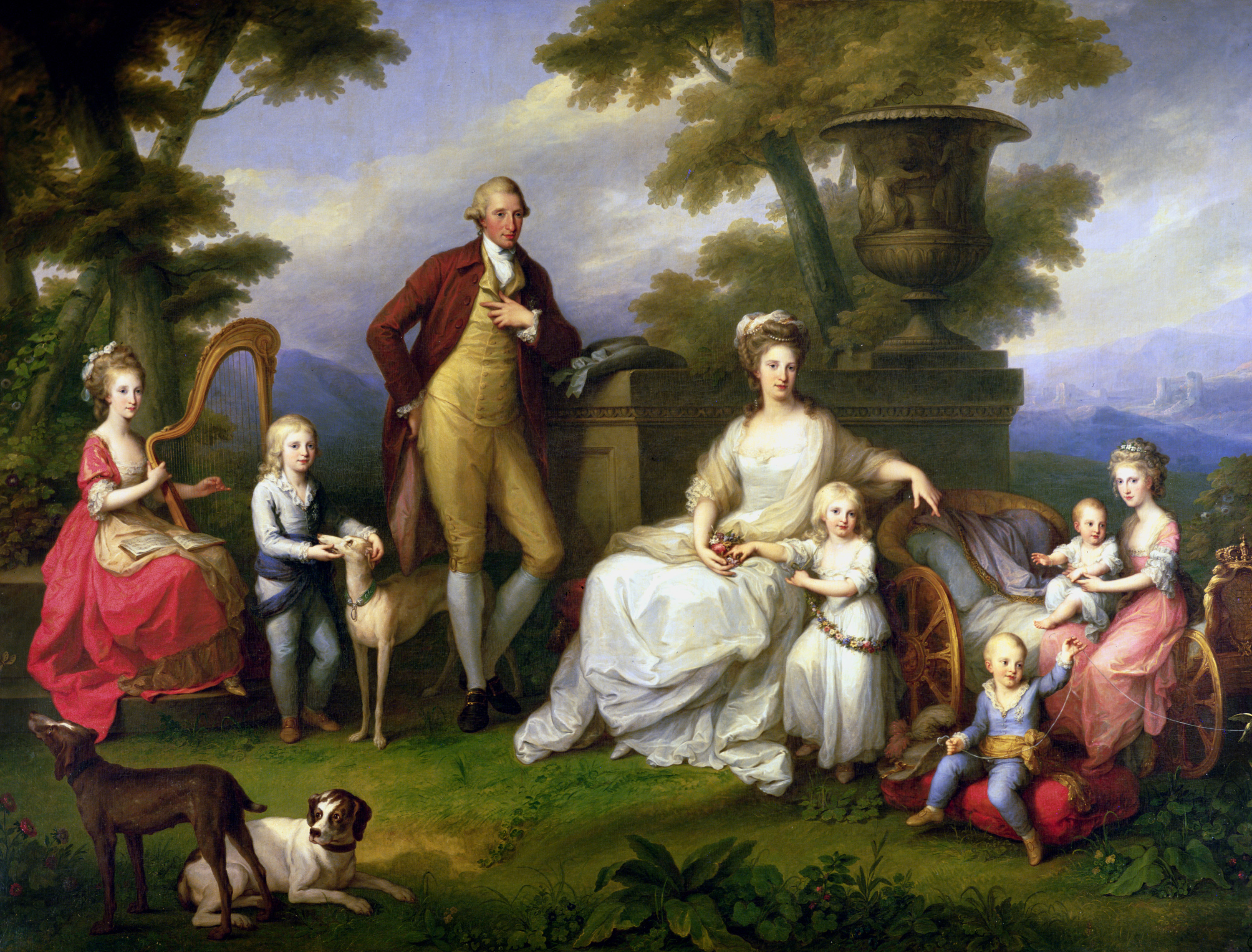
Maria Karolina und Ferdinand I., König beider Sizilien, und einige ihrer Kinder (Gemälde von Angelika Kauffmann)

Aus der Ehe mit Ferdinand I. von Bourbon-Sizilien, König beider Sizilien stammen folgende Kinder:
- Maria Theresia (* 6. Juni 1772; † 13. April 1807) ⚭ Kaiser Franz II.
- Maria Luisa (* 27. Juli 1773; † 19. September 1802) ⚭ Großherzog Ferdinand III. von Toskana
- Carlo Tito (* 4. Januar 1775; † 17. Dezember 1778), Herzog von Kalabrien
- Maria Anna (* 23. November 1775; † 22. Februar 1780)
- Francesco I. Gennaro (* 19. August 1777; † 8. November 1830), König von Sizilien
- Maria Cristina Amalia (* 17. Januar 1779; † 12. März 1849) ⚭ König Karl Felix I. von Sardinien-Piemont
- Maria Christina Theresa (* 17. Januar 1779; † 26. Februar 1783)
- Carlo Antonio (* 12. April 1780; † 1. Januar 1789)
- Giuseppe Felix (* 18. Juni 1781; † 19. Februar 1783)
- Maria Amalia (* 26. April 1782; † 24. März 1866) ⚭ Ludwig Philipp von Frankreich
- Maria Carolina (*/† 19. Juli 1783)
- Maria Antonia (* 14. Dezember 1784; † 21. Mai 1806) ⚭ König Ferdinand VII. von Spanien
- Maria Clothilda (* 18. Februar 1786; † 10. September 1792)
- Maria Henrietta (* 31. Juli 1787; † 20. September 1792)
- Carlo Gennaro (* 26. August 1788; † 1. Februar 1789)
- Leopoldo Giovanni (* 2. Juli 1790; † 10. März 1851), Herzog von Salerno
- Alberto Maria (* 2. Mai 1792; † 26. Dezember 1798)
- Isabella Maria (* 2. Dezember 1793; † 23. April 1801)

## Vorfahren
| Ahnentafel Maria Karolina von Österreich | Ahnentafel Maria Karolina von Österreich                                                                   | Ahnentafel Maria Karolina von Österreich                                                                   | Ahnentafel Maria Karolina von Österreich                                                                   | Ahnentafel Maria Karolina von Österreich                                                                   | Ahnentafel Maria Karolina von Österreich                                                         | Ahnentafel Maria Karolina von Österreich                                                         | Ahnentafel Maria Karolina von Österreich                                                                               | Ahnentafel Maria Karolina von Österreich                                                                        |
| ---------------------------------------- | --- | --- | --- | --- | ------------------------------------------------------------------------------------------------ | ------------------------------------------------------------------------------------------------ | --- | --- |
| Ururgroßeltern                           | Nikolaus Franz von Vaudémont (1609–1670) ⚭ 1634 Claudia von Lothringen (1612–1648)                         | Kaiser Ferdinand III. (1608–1657) ⚭ 1651 Eleonora von Mantua (1630–1686)                                   | König Ludwig XIII. (1601–1643) ⚭ 1615 Anna von Österreich (1601–1666)                                      | Kurfürst Karl I. Ludwig (1617–1680) ⚭ 1650 Charlotte von Hessen-Kassel (1627–1686)                         | Kaiser Ferdinand III. (1608–1657) ⚭ 1631 Maria Anna von Spanien (1606–1646)                      | Kurfürst Philipp Wilhelm (1615–1690) ⚭ 1653 Elisabeth Amalie von Hessen-Darmstadt (1635–1709)    | Fürst Anton Ulrich von Braunschweig-Wolfenbüttel (1633–1714) ⚭ 1656 Elisabeth Juliane von Holstein-Norburg (1634–1704) | Albrecht Ernst I. zu Oettingen (1642–1683) ⚭ 1665 Christine Friederike von Württemberg (1644–1674)              |
| Urgroßeltern                             | Herzog Karl V. Leopold (1643–1690) ⚭ 1678 Eleonore von Österreich (1653–1697)                              | Herzog Karl V. Leopold (1643–1690) ⚭ 1678 Eleonore von Österreich (1653–1697)                              | Philipp I. von Bourbon (1640–1701) ⚭ 1671 Elisabeth von der Pfalz (1652–1722)                              | Philipp I. von Bourbon (1640–1701) ⚭ 1671 Elisabeth von der Pfalz (1652–1722)                              | Kaiser Leopold I. (1640–1705) ⚭ 1676 Eleonore Magdalene von der Pfalz (1655–1720)                | Kaiser Leopold I. (1640–1705) ⚭ 1676 Eleonore Magdalene von der Pfalz (1655–1720)                | Herzog Ludwig Rudolf von Braunschweig-Wolfenbüttel (1671–1735) ⚭ 1690 Christine Luise von Oettingen (1671–1747)        | Herzog Ludwig Rudolf von Braunschweig-Wolfenbüttel (1671–1735) ⚭ 1690 Christine Luise von Oettingen (1671–1747) |
| Großeltern                               | Herzog Leopold Joseph von Lothringen (1679–1729) ⚭ 1698 Élisabeth Charlotte de Bourbon-Orléans (1676–1744) | Herzog Leopold Joseph von Lothringen (1679–1729) ⚭ 1698 Élisabeth Charlotte de Bourbon-Orléans (1676–1744) | Herzog Leopold Joseph von Lothringen (1679–1729) ⚭ 1698 Élisabeth Charlotte de Bourbon-Orléans (1676–1744) | Herzog Leopold Joseph von Lothringen (1679–1729) ⚭ 1698 Élisabeth Charlotte de Bourbon-Orléans (1676–1744) | Kaiser Karl VI. (1685–1740) ⚭ 1708 Elisabeth Christine von Braunschweig-Wolfenbüttel (1691–1750) | Kaiser Karl VI. (1685–1740) ⚭ 1708 Elisabeth Christine von Braunschweig-Wolfenbüttel (1691–1750) | Kaiser Karl VI. (1685–1740) ⚭ 1708 Elisabeth Christine von Braunschweig-Wolfenbüttel (1691–1750)                       | Kaiser Karl VI. (1685–1740) ⚭ 1708 Elisabeth Christine von Braunschweig-Wolfenbüttel (1691–1750)                |
| Eltern                                   | Kaiser Franz I. Stephan (1708–1765) ⚭ 1736 Maria Theresia (1717–1780)                                      | Kaiser Franz I. Stephan (1708–1765) ⚭ 1736 Maria Theresia (1717–1780)                                      | Kaiser Franz I. Stephan (1708–1765) ⚭ 1736 Maria Theresia (1717–1780)                                      | Kaiser Franz I. Stephan (1708–1765) ⚭ 1736 Maria Theresia (1717–1780)                                      | Kaiser Franz I. Stephan (1708–1765) ⚭ 1736 Maria Theresia (1717–1780)                            | Kaiser Franz I. Stephan (1708–1765) ⚭ 1736 Maria Theresia (1717–1780)                            | Kaiser Franz I. Stephan (1708–1765) ⚭ 1736 Maria Theresia (1717–1780)                                                  | Kaiser Franz I. Stephan (1708–1765) ⚭ 1736 Maria Theresia (1717–1780)                                           |
| Maria Karolina von Österreich            | | | | |                                                                                                  |                                                                                                  | | |